# Basilisk (Geschütz)

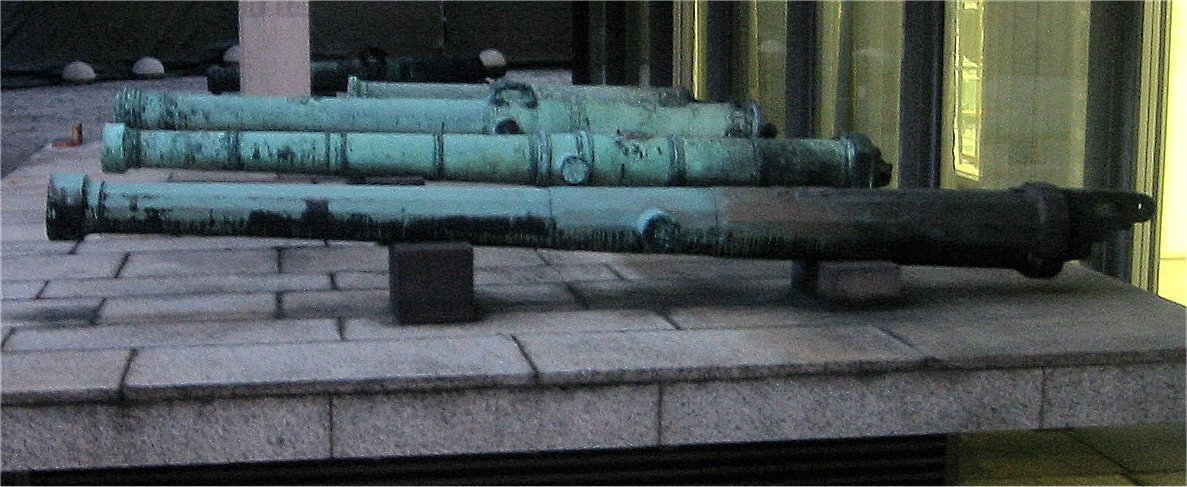
Nürnberg: Basilisken ohne Lafetten

Der Basilisk war ein unter Kaiser Maximilian I. neu geschaffener Geschütztyp aus der Gruppe der Mauerbrecher.
Basilisken sind Langrohrgeschütze mit für die damalige Zeit großer Durchschlagskraft und Treffgenauigkeit. Vorbilder waren die langen Notbüchsen des Erzherzogs Sigmund und die am Ende des 15. Jahrhunderts entwickelten „Schlangenbüchsen“ aus der Gruppe der Feldgeschütze. Sie hatten etwa 13 cm Kaliber, waren um die 5 m lang und wogen doppelt so viel wie die Kartaunen, verschossen aber um die Hälfte leichtere Eisenkugeln von 8 bis 12 kg.
Die Basilisken machten im 16. Jahrhundert eine starke Entwicklung durch. Schon 1520 wurden die Rohre verkürzt und der Innendurchmesser vergrößert. Die Basilisken verschossen nun Eisenkugeln von 38 kg Gewicht, wie aus fast allen Inventarlisten und Büchsenmeisterbüchern hervorgeht. Das Rohrgewicht stieg auf 3,75 Tonnen und die Basilisken waren von den leichtesten zu den schwersten Belagerungsgeschützen nach den Scharfmetzen geworden.

## Name
Die Bezeichnung Basilisk stammt von dem gleichnamigen Fabeltier (siehe auch Basilisk) der Antike. Diese Geschütze erhielten teilweise Tiernamen wie Krokodil, Lindwurm, Eidechse, oder bekamen onomatopoetische Namen nach dem erwünschten Ergebnis ihres Schusses wie „Purrhindurch“ oder „Schnurrhindurch“ etc.